# Dalibor Volaš
Dalibor Volaš (Koper, 1987. február 27. –) szlovén labdarúgó, a félprofi olasz Kras Repen játékosa.

## Pályafutása

### Szlovénia
A szlovén élvonalban 183 mérkőzésen lépett pályára, 74 találatot szerzett. Pályafutását a Koperben kezdte, de legnagyobb sikereit a Maribor csapatában érte el, góljaival tevékeny részese volt 4 bajnoki címnek és egy ezüstéremnek. A játékos többször is pályára lépett a nemzetközi kupákban (Bajnokok Ligája, Európa-liga), ahol 8 alkalommal talált be az ellenfelek kapujába. Többek között 2010 nyarán, amikor a bajnokságban éppen a DVSC mögött második helyen végzett Videotont az ő két góljával búcsúztatta a Maribor az Európa-ligában. A 2011/2012-es szezonban a Maribor az Európa-liga csoportba jutott, miután a play offban a skót Rangerst búcsúztatta. A hazai pályán elért 2–1-es siker után Skóciában 1–1-es eredmény született, a szlovén csapat találatát éppen Volaš szerezte. A játékos a csoportkörben is gólképesnek bizonyult: betalált a Birmingham City és a Sporting Braga hálójába is, sőt, annak a Club Brugge-nek két gólt lőtt, amely éppen a Lokit búcsúztatta a 2012/2013-as Európa-liga rájátszásban. A játékos számára ez az idény volt a legeredményesebb, hiszen a nemzetközi kupában elért 5 találata mellett 17 gólt lőtt bajnoki mérkőzésen, és kétszer volt eredményes a szlovén kupában is, az egyik gól igencsak fontosnak bizonyult, hiszen a döntőben szerezte a Celje ellen, a találkozót a Maribor nyerte 11-esekkel.

### Moldávia
2008-ban egy fél idényt a FC Sheriff Tiraspol csapatánál is töltött, ahol 8 mérkőzésen 4 gólt szerzett.

### Oroszország
2012 nyarán 500 ezer eurós átigazolási díjért az orosz premier ligába igazolt az FC Mordovia Saransk csapatához, ahol hat meccsen kapott lehetőséget, gólt nem szerzett.

### Debrecen
A szlovén játékos 2013 nyarán hároméves szerződést írt alá a Debreceni VSC-hez. Eddig nem sokszor kapott lehetőséget (mindössze 18 mérkőzésen) és mégis 8 gólt rúgott. Nemrégiben azt nyilatkozta, hogy ha a vezetőség beleegyezik, akkor szívesen meghosszabbítaná 2 év múlva lejáró szerződését.
2014. december 12-én a DVSC-TEVA közös megegyezéssel szerződést bontott a szlovén támadóval, mivel nem sikerült neki megragadnia a csapatban. 2014 őszén mindössze öt bajnoki mérkőzésen lépett pályára, azokon gólt nem rúgott. Többnyire Ligakupa-meccseken játszott, itt egyszer talált az ellenfél hálójába, illetve egy Magyar Kupa-meccsen volt még eredményes.

### Újra a Mariborban
Bár egy darabig úgy tűnt, Volaš – hasonlóan a Szécsi Márkhoz, Nagy Zoltánhoz, és Spitzmüller Istvánhoz, akik szintén a Debrecenből igazoltak el – a Nyíregyházához fog kerülni, ám végül az NK Mariborhoz tért vissza, ahol korábban háromszor bajnokságot, kétszer kupát, és egyszer szuperkupát nyert. A jól sikerült téli felkészülés után rögtön mesterhármassal nyitott a Gorica elleni 5-1-es győzelem részeként, később pedig a Radomlje csapatának adta meg a kegyelemdöfést a 81. és a 90. percben lőtt góljaival, ezzel beállítva a 6-1-es végeredményt. Régi-új csapatában tizennyolc bajnokin, három kupameccsen és az FK Asztana elleni Bajnokok Ligája selejtezőmérkőzésen lépett pályára, amit ugyan megnyertek, de a visszavágón elszenvedett 3-1-es vereség által kiestek a sorozatból.

### Malajziától Albániáig
2016. január 19-én Dalibor Volaš a szlovén bajnoki címért küzdő együttesétől a maláj első osztályban szereplő Pahang FA-hoz került. Debütáló mérkőzésén rögtön gólt is lőtt, később pedig végül hatodik helyen végző Perak ellen tudott mesterhármast szerezni. További mérkőzésein még két gólt lőtt, hat góllal zárva maláj kalandját, mivel ez év július 7-én tovább is állt, csapata végül alig elkerülve a kiesést kilencedik lett a tizenkét csapatos maláj első osztályban. Következő klubja az FK Partizani lett, ahol mindössze másfél hónapot töltött, ez idő alatt két Bajnokok Ligája selejtezőmérkőzésen lépett pályára, mindkettőn csereként: a Ferencváros elleni 1-1-es döntetlennél öt percet, majd magyar bajnok kiejtése után a RedBull Salzburg elleni 1-0-s vereség alkalmával tizenkét percet töltött játékban. Augusztus 25-én, még ugyanabban az átigazolási időszakban hazaigazolt az NK Celjébe.

### NK Celje, majd Sparta Rotterdam
A Celjében 29 bajnokin és egy kupameccsen lépett pályára, ezalatt tizenöt gólt lőtt, és két gólpasszt is kiosztott. Itt egy szezont játszott, a következő nyáron, 2017. július elsején a holland első osztályú Sparta Rotterdamhoz igazolt, 1+1 éves szerződést kötve a klubbal. Sem ő, sem a klub nem lehetett azonban elégedett: az utolsó előtti (17.) helyen végző Rotterdam osztályozóra kényszerült, azonban Volaš maga nem tudott sokat hozzátenni a játékhoz: pusztán négy meccsen lépett pályára az első osztályban, és további két meccsen a Sparta Rotterdam tartalékcsapatánál, ahol viszont egy gólt és egy gólpasszt tudott jegyezni. A sikertelen fél szezon után, november 23-án közös megegyezéssel szerződést bontott klubjával.

### Katowice
Szűk négy hónapos klubnélküliséget követően a lengyel másodosztályú, de a feljutásér folytatott harcba komolyan beszálló GKS Katowice csapatához igazolt.

### Válogatottság
2007–2008 között tagja volt a szlovén U21-es válogatottnak.

## Statisztika

### Klub teljesítmény
| Klub             | Szezon           | NB I | NB I | Magyar kupa | Magyar kupa | Ligakupa | Ligakupa | Szuperkupa | Szuperkupa | Bajnokok Ligája | Bajnokok Ligája | Európa-liga | Európa-liga | Összesen | Összesen |
| Klub             | Szezon           | Mérk | Gól  | Mérk        | Gól         | Mérk     | Gól      | Mérk       | Gól        | Mérk            | Gól             | Mérk        | Gól         | Mérk     | Gól      |
| ---------------- | ---------------- | ---- | ---- | ----------- | ----------- | -------- | -------- | ---------- | ---------- | --------------- | --------------- | ----------- | ----------- | -------- | -------- |
| Debrecen         |                  |      |      |             |             |          |          |            |            |                 |                 |             |             |          |          |
| 2013–14          | 21               | 8    | 3    | 3           | 05          | 6        | —        | —          | —          | —               | 1               | 0           | 30          | 17       |          |
| 2014             | 05               | 0    | 1    | 1           | 05          | 1        | —        | —          | 2          | 0               | —               | —           | 13          | 02       |          |
| Összesen         | 26               | 8    | 4    | 4           | 10          | 7        | —        | —          | 2          | 0               | 1               | 0           | 43          | 19       |          |
| Karrier összesen | Karrier összesen | 26   | 8    | 4           | 4           | 10       | 7        | —          | —          | 2               | 0               | 1           | 0           | 43       | 19       |

Utolsó elszámolt mérkőzés: 2014. november 18.